# Список глав государств в 49 году до н. э.
| 50 до н. э. ← Список глав государств по годам → 48 до н. э. |

## Азия
- Анурадхапура — Куда Тисса, царь (50 до н. э. — 47 до н. э.)
- Армения Великая — Артавазд II, царь (55 до н. э. — 34 до н. э.)
- Армения Малая — Дейотар, царь (63 до н. э. — 47 до н. э., 44 до н. э. — 42 до н. э.)
- Атропатена — Артавазд I, царь (56 до н. э. — 30 до н. э.)
- Иберия — Фарнаваз II, царь  (63 до н. э. — 30 до н. э.)
- Индо-греческое царство — Зоил II, царь  (55 до н. э. — 35 до н. э.)
- Индо-скифское царство:
  - Азес I, царь (57 до н. э. — 35 до н. э.)
  - Азилис, царь (57 до н. э. — 35 до н. э.)
- Иудея — междуцарствие  (63 до н. э. — 40 до н. э.)
- Каппадокия — Ариобарзан III, царь (51 до н. э. — 42 до н. э.)
- Китай (Династия Хань):
  - Сюань-ди (Лю Бинъи), император  (74 до н. э. — 49 до н. э.)
  - Юань-ди (Лю Ши), император  (49 до н. э. — 33 до н. э.)
- Коммагена — Антиох I,  царь (70 до н. э./69 до н. э. — 40 до н. э.)
- Корея:
  - Махан — Вон, вождь (58 до н. э. — 33 до н. э.)
  - Силла — Хёккосе, исагым (57 до н. э. — 4)
  - Тонбуё — Хэбуру, ван (86 до н. э. — 48 до н. э.)
- Магадха (династия Кадва) — Нараяна, царь (ок. 52 до н. э. — ок. 40 до н. э.)
- Набатейское царство — Малику I, царь (60 до н. э./59 до н. э. — 30 до н. э.)
- Осроена — Ману II, царь (52 до н. э. — 34 до н. э.)
- Парфия — Ород II, царь (57 до н. э. — 37 до н. э.)
- Понтийское царство — Фарнак II, царь (63 до н. э. — 47 до н. э.)
- Сатавахана — Апилака, махараджа (60 до н. э. — 48 до н. э.)
- Харакена:
  - Тирей II,  царь (ок. 79 до н. э./78 до н. э. — ок. 49 до н. э./48 до н. э.)
  - Артабаз,  царь (ок. 49 до н. э./48 до н. э. — ок. 48 до н. э./47 до н. э.)
- Хунну — Хуханье, шаньюй (58 до н. э. — 31 до н. э.)
- Элимаида — Камнаскир V,  царь (73 до н. э./72 до н. э. — ок. 46 до н. э.)
- Япония — Судзин, тэнно (император) (97 до н. э. — 29 до н. э.)

## Африка
- Египет:
  - Птолемей XIII, фараон (51 до н. э. — 47 до н. э.)
  - Клеопатра VII Филопатор, царица (51 до н. э. — 30 до н. э.)
- Мавретания:
  - Мастанесоса, царь (ок. 80 до н. э. — 49 до н. э.)
  - Бокх II, царь (49 до н. э. — 33 до н. э.)
  - Богуд, царь (49 до н. э. — 38 до н. э.)
- Мероитское царство (Куш) — Аманихабале, царь (ок. 60 до н. э. — ок. 45 до н. э.)
- Нумидия — Юба I, царь (60 до н. э. — 46 до н. э.)

## Европа
- Атребаты — Коммий, вождь (ок. 50 до н. э. — 20 до н. э.)
- Боспорское царство — Фарнак II, царь (63 до н. э. — 47 до н. э.)
- Дакия — Буребиста, царь (ок. 82 до н. э. — ок. 44 до н. э.)
- Ирландия — Конайре Великий, верховный король (110 до н. э. — 40 до н. э.)[1]
- Одрисское царство (Фракия):
  - Котис IV, царь астов (57 до н. э. — 48 до н. э.)
  - Котис I, царь сапеев (57 до н. э./55 до н. э. — 48 до н. э.)
- Римская республика:
  - Гай Юлий Цезарь, диктатор (49 до н. э. — 44 до н. э.)
  - Гай Клавдий Марцелл, консул (49 до н. э.)
  - Луций Корнелий Лентул Крус, консул (49 до н. э.)

## Галерея
- Гай Юлий Цезарь  
 49 до н.э.—44 до н.э. 
 Диктатор Римской республики
- Сюань-ди  
 74 до н.э.— 49 до н.э. 
 Император Китая
- Ород II 
 57 до н.э.— 37 до н.э. 
 Царь Парфии
- Клеопатра VII  
 51 до н.э.— 30 до н.э. 
 Царица Египта
- Буребиста  
 82 до н.э.— 44 до н.э. 
 Царь Дакии
- Артавазд II  
 55 до н.э.— 34 до н.э. 
 Царь Армении
- Юба I 
 60 до н.э.—46 до н.э. 
 Царь Нумидии
- Судзин 
 97 до н.э.—29 до н.э. 
 Император Японии
- Ариобарзан III 
 51 до н.э.—42 до н.э. 
 Царь Каппадокии